# Nelson Rodríguez Serna
Nelson Rodríguez Serna (født 16. november 1965 i Manizales) er en tidligere colombiansk landevejscykelrytter. Han vandt en etape i Tour de France 1994.